# ハリソン・ギルバートソン
ハリソン・ギルバートソン（Harrison Gilbertson、1993年6月29日 - ）は、オーストラリア・アデレード出身の俳優である。

## 来歴
1993年、オーストラリアの南オーストラリア州アデレードに生まれる。6歳のころから子役としてキャリアをスタートさせ、『蝶々夫人』などの地元の劇団の舞台に立った。2002年のときにオーストラリアで製作された『Australian Rules』へ出演して映画デビューを果たす。2009年には『Accidents Happen』というオーストラリア映画でジーナ・デイヴィスとも共演している。
2010年にはハリウッドへ進出し、ジェニファー・コネリー、エド・ハリスら出演の『バージニア その町の秘密』へ出演し、コネリー演じる主人公の息子役を演じた。その後も順調にキャリアを築いており、2014年に出演したレース映画『ニード・フォー・スピード』ではテレビドラマ『ブレイキング・バッド』でブレイクしたアーロン・ポールなどとも共演している。

## 主な出演作品

### 映画
- Australian Rules (2002)
- Accidents Happen (2009)
- Blessed (2009)
- THE SILENT WAR 戦場の絆 Beneath Hill 60 (2010)
- バージニア その町の秘密 Virginia (2010)
- The Turning (2013)
- 呪怨館 Haunt (2013)
- ニード・フォー・スピード Need for Speed (2014)
- 赤と黒の誘惑 My Mistress (2014)
- Fallen (2015)
- アニマルズ 愛のケダモノ Hounds of Love (2016)
- アップグレード Upgrade (2018)
- ガール・イン・ザ・ミラー Look Away (2018)
- イン・ザ・トール・グラス -狂気の迷路- In the Tall Grass  (2019)

### テレビシリーズ
- Conspiracy 365 (2012)
- ピクニックatハンギングロック Picnic at Hanging Rock (2018)